# Fasledare

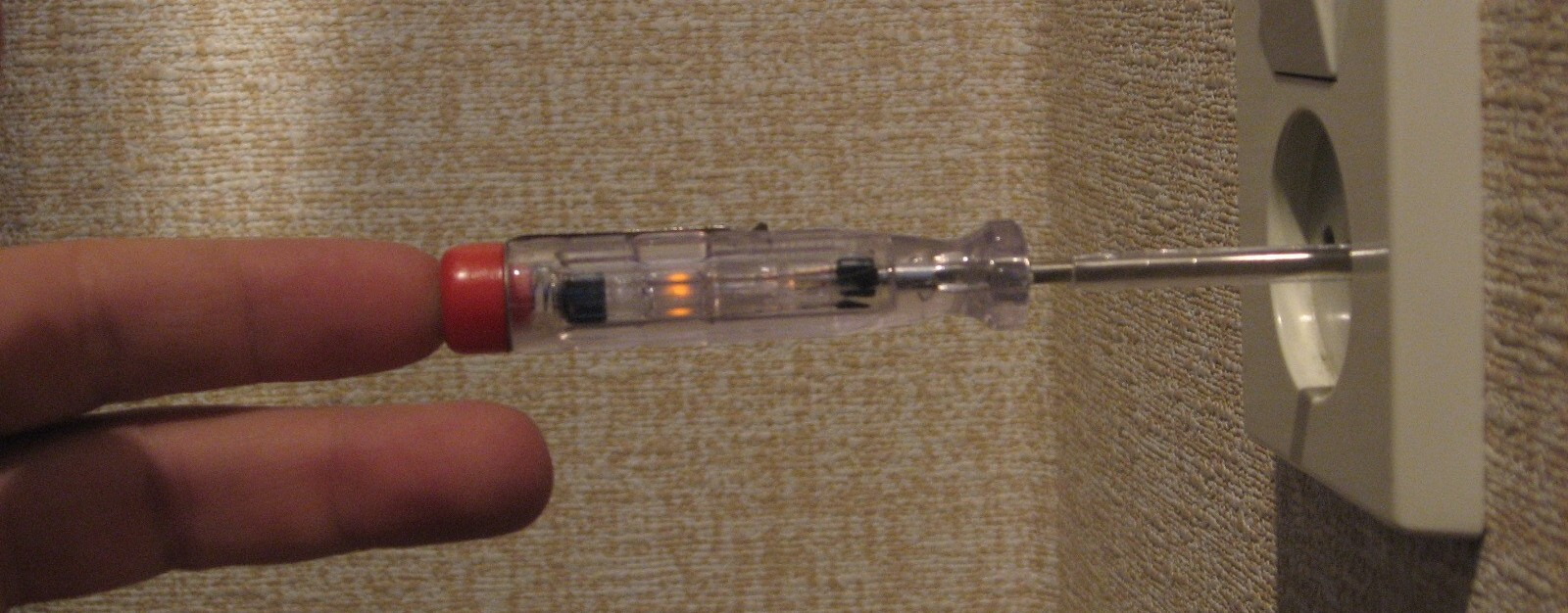
Ett vägguttag som provas med en spänningsprovare. När provaren placeras i fasanslutningen lyser lampan.

Linjeledare kallas inom elektroteknik en spänningsdrivande ledare. Tidigare kallades linjeledare för fasledare

## Linjeledare i det svenska elnätet
Elanläggningarna i Sverige är i allmänhet trefasinstallationer. Detta betyder att det finns tre olika faser tillgängliga, samt en nolla och jordanslutning. För att få den normala driftspänningen 230 volt, kopplas apparater in mellan en av linjeledarna och neutralledaren (nollan). Ett vanligt vägguttag (se bilden) är kopplat till en av linjeledarna och neutralledaren. Dessutom har det i de flesta fall en anslutning till jordledaren. Maskiner som drivs med 400 volt kopplas i stället mellan två eller (oftast) tre av faserna (samt eventuellt neutralledaren) och jord. Linjeledaren är alltså den ledningen som tillför ström.